# خورخي فلوريس
خورخي فلوريس (بالإنجليزية: Jorge Flores)‏ هو لاعب كرة قدم أمريكي، ولد في 12 فبراير 1977 في لوس أنجلوس في الولايات المتحدة. شارك مع منتخب الولايات المتحدة تحت 17 سنة لكرة القدم ومنتخب الولايات المتحدة لكرة القدم. أما مع النوادي، فقد لعب مع نادي دالاس.

## وصلات خارجية
- خورخي فلوريس على موقع الاتحاد الدولي (مؤرشف)  (الإنجليزية)
- خورخي فلوريس على موقع قاعدة بيانات كرة القدم.إي يو (الإنجليزية)